# Дина (мини-серија)
Дина Френка Херберта (енгл. Frank Herbert's Dune), или само Дина, троделна је научнофантастична мини-серија базирана на истоименом роману Френка Херберта. Режију и сценарио потписује Џон Харисон. Главне улоге тумаче Вилијам Херт, Алек Њумен, Саскија Ривс, Ијан Макнис, Џули Кокс и Ђанкарло Ђанини.
Серију су продуцирале компаније New Amsterdam Entertainment, Blixa Film Produktion и Hallmark Entertainment. Премијерно је емитована у Сједињеним Државама 3. децембра 2000. на каналу Sci-Fi Channel. Објављена је на ДВД формату 2001, док је продужено издање издато 2002. године.
Наставак из 2003. године, назван Деца Дине, наставља ову причу и адаптира други и трећи роман у серијалу (Месија Дине и Деца Дине). Ове две мини-серије су два од три најгледанија програма емитована на каналу Sci-Fi Channel.
Серија је освојила две награде Еми, у категоријама за најбољу кинематографију и најбоље специјалне ефекте, а такође је била номинована и за најбољу монтажу звука. Серију је, уз то, похвалило неколико критичара, међу њима и Ким Њумен.

## Радња
Смештена у далекој будућности на пустињској планети Аракис, Дина нуди епску причу око свима-важног зачина. Чувар здравља и дуговечности, извор мудрости, пут ка новом схватању свести, зачин је највеће богатство у Царству. И Аракис, познат као Дина, дивљина пуна опасних пустиња и катаклизмичних олуја је једина планета у универзуму где он може да се пронађе. Дина је центар Царства, основна тачка на којој се водеће царске куће држе у непоузданом балансу, срце галактичке борбе за превласт. Ухваћен усред интерпланетарне потраге за контролом Дине је Пол, наследник куће Атреид. Уз помоћ мистичних моћи којима је надарен, младић носи огромну одговорност према Царству и мора да пронађе сопствену судбину борећи се са силама које га гоне.

## Улоге
| Глумац               | Улога                           |
| -------------------- | ------------------------------- |
| Вилијам Херт         | војвода Лето Атреид             |
| Алек Њумен           | Пол Атреид / Муад'Диб           |
| Саскија Ривс         | госпа Џесика                    |
| Џејмс Вотсон         | Данкан Ајдахо                   |
| Јан Власак           | Туфир Хават                     |
| П. Х. Моријарти      | Гурни Халек                     |
| Роберт Расел         | др Велингтон Ју                 |
| Лора Бертон          | Алија Атреид                    |
| Ијан Макнис          | барон Владимир Харконен         |
| Мет Кислар           | Фејд-Раута Харконен             |
| Ласло И. Киш         | Глосу Рабан                     |
| Јан Унгер            | Пајтер де Врис                  |
| Ђанкарло Ђанини      | цар падишах Шадам IV            |
| Џули Кокс            | принцеза Ирулан                 |
| Мирослав Таборски    | гроф Хасимир Фенринг            |
| Уве Охзенкнехт       | Стилгар                         |
| Барбора Кодетова     | Чани                            |
| Јакоб Шварц          | Отејм                           |
| Карел Добри          | Лијет-Кајнс                     |
| Кристофер Ли Браун   | Џамис                           |
| Јарослава Шиктанцова | Шедаут Мејпс                    |
| Зузана Гејслерова    | часна мајка Гајус Хелен Мохијам |

## Епизоде
| Бр. у серији | Бр. у сезони | Назив         | Редитељ     | Сценариста  | Пpемијерно емитовање |
| --- | ------------ | ------------- | ----------- | ----------- | -------------------- |
| 1 | 1            | „Епизода 1.1” | Џон Харисон | Џон Харисон | 3. децембар 2000.    |
| По наређењу цара, војвода Лето Атреид сели своју породицу са своје матичне планете Kаладан на другу планету, Аракис, такође познату као Дина. После напада на њихово упориште, његов син Пол и његова наложница Џесика беже у пустињу. |              |               |             |             |                      |
| 2 | 2            | „Епизода 1.2” | Џон Харисон | Џон Харисон | 3. децембар 2000.    |
| Госпа Џесика и Пол успевају да ступе у контакт са домородачким становништвом Дине, познатим као Слободњаци. |              |               |             |             |                      |
| 3 | 3            | „Епизода 1.3” | Џон Харисон | Џон Харисон | 3. децембар 2000.    |
| Пол Атреид, сада познат као Пол Муад'Диб, предводи устанак против Харконена, који имају тајну подршку од цара. |              |               |             |             |                      |